# Enzo Proost
Enzo Proost (Aalst, 5 augustus 2002) is een Belgische shorttracker.

## Biografie
Proost begon met shorttrack op zijn 13e jaar op de ijsbaan van Sportvlaanderen in Liedekerke. In 2019 verhuisde hij als zeventienjarige naar Hasselt om mee te trainen met het nationale team onder een Begold project.
Proost is militair en heeft een topsportcontract bij Defensie sinds 2023.